# Manco Cápac (монітор)

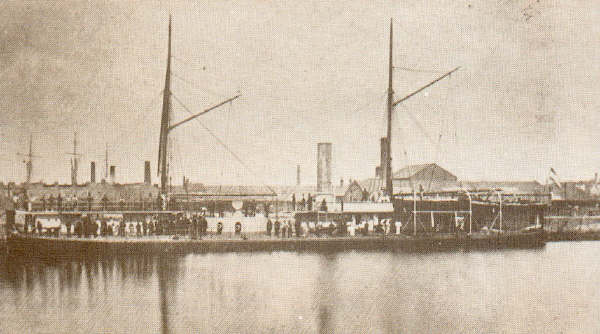
Монітор "Манко Копак" під час підготовки до переходу в Перу зі встановленими щоглами

Manco Cápac (закладений як USS Oneota) був однобаштовим монітором типу «Канонікус», який побудували для Флоту Союзу під час Громадянської війни у США. Добудований невдовзі після завершення війни, Oneota перебував у резерві, аж поки не був проданий фірмі, яка його побудувала 1868 року, після чого перепроданий Перу. Отримавши нове ім'я, корабель брав участь у обороні Аріки під час Тихоокеанської війни. Коли місто захопили чилійські війська у 1880, монітор затопили аби запобігти його захопленню. Рештки корабля були віднайдені у 1960.

## Опис і будівництво
Корабель мав довжину 68,6 метрів з бімсом у 13,2 метри. Його максимальна осадка складала приблизно 4,1 метра, а водотоннажність 2100 тон. Його екіпаж складався з 150 офіцерів і матросів.
Oneota мав двох-циліндровий горизонтальний паровий двигун, приводив у рух окремий гвинт, використовуючи пару з двох газотрубних котлів Стімерса. Двигун забезпечував загальну потужність у 320 індикативних кінських сил, що дозволяло кораблю розвивати максимальну швидкість у 8 вузлів (15 км/год). Монітор  міг нести до 150 тон вугілля. Озброєння Oneota's складалося з двох гладкоствольних, дульнозарядних 15-дюймових (381 міліметрових гармат Дальгрена у єдиній башті. Кожна гармата важила приблизно 20 тон та могла стріляти 350 фунтовими (158,8 кг) снарядами на відстань до 1 900 метрів при підвищенні ствола до +7°.

## Manco Cápac
У Перуанському флоті монітор перейменували на Manco Cápac, на честь Манко Капак, легендарного першого правителя Королівства Куско, яке потім виросло у імперію інків. Аби приготувати корабель для тривалої подорожі до Перу поз мис Горн, на заводі Swift & Co. на ньому встановили на носі тимчасові хвилевідбивачі, дві мачти з косими вітрилами на доповнення до парової машини, а також поставили заглушки від води на отвори у палубі.
Поки відбувався процес підготовки монітора, США вели перемовини з Великою Британією про компенсації збитків, заподіяних військовими кораблями, які та продала Конфедерації під час Громадянської війни. Оскільки на той час Перу було втягнуте у неоголошену війну з Іспанією, неоголошену війну з Іспанією в 1864–66, тож США не бажали ставити під сумнів їх обґрунтованість, продаючи військові кораблі одній зі сторін бойових дій. Таким чином переговори призвели до затримання передачі двох придбаних у США моніторів (іншим був Атауальпа) до січня  1869, коли Перу придбало два пароплави, Reyes та Marañon, аби їх буксирувати.  Монітори подолали шлях лише від Нового Орлеану до Пенсаколи (Флорида), коли поламка машин призвела до затримки на 30 днів для ремонту. На шляху від Кі-Вест до Багамів, монітор зірвало з буксиру через шторм. Коли Reyes намагався знову підвести буксирний канат після того, як шторм стих,  він налетів на загострений ніс Manco Cápac та потонув за 15 хвилин. Монітор, на якому бракувало вугілля та продовольство, був змушений зайти до порту Наранджо (Naranjo) на Кубі, який тоді утримували повстанці проти іспанського колоніального уряду. Ті дозволили кораблю запастися продовольством, але не мали вугілля. Тому екіпаж мусив запастись деревиною, щоб дістатися до Багамів. Там вони за допомогою місцевої шхуни надіслали повідомлення про свої проблеми.
входячи у порт Ріо-де-Жанейро вночі 15 вересня, Manco Cápac зазнав аварії, через що мусив три місяці проходив ремонт.  За цей час до моніторів приєднався паровий корвет Union. Вони досягли They reached Магелланової протоки 29 січня 1870 та Кальяо 11 травня.
У 1879, суперечки щодо контролю над багатими гуано територіями призвели до початку Тихоокеанської війни між Чилі та Болівією з Перу. Колишній перуанський баштовий броненосець (морехідний монітор) Huáscar, захоплений чилійцями у битві при Агамосі, атакував перуанський порт Аріка 27 лютого 1880. Там відбувся його  бій з Manco Cápac, у якому обидва кораблі уціліли. Перуанцям не вдалося таранити чилійський броненосець, але чилійській капітан загинув у бою. Чилійський флот продовжив блокаду Аріки, у той час як чилійська армія оточила місто з суходолу. Manco Cápac 6 червня влучив у шхуну Covadondga, яка брала участь у блокаді, завдавши їй ушкоджень. Проте монітор довелось затопити, аби він не потрапив у ворожі руки, коли наступного дня місто пало.

### Відкриття
Рештки корабля були відкриті 1960 на відстані 4,8 кілометра на захід від гирла ріки Сан Жозе на глибині приблизно 16 метрів. Корпус зазнав серйозної корозії, а з потонулого корабля зняли більшість деталей. У червні 2007 відбулася прем'єра документального фільму про корабель режисера Мігеля Васкеза  (Miguel Vasquez), який мав назву "Manco Cápac, la última Estela".